# Pallas Athéna (Klimt)
Pallas Athéna est un tableau peint en 1898 par Gustav Klimt. Il mesure 75 × 75 cm. Il est conservé au musée de Vienne en Autriche.

## Thème
Athéna est la divinité mythologique privilégiée par les peintres du mouvement dit de la Sécession viennoise ; Klimt cherche à retrouver chez la déesse, la force essentielle et substantielle de l’art grec antique dans ses peintures.

## Composition
La couleur or prédomine, elle reflète la période dorée de l’artiste.
Homère dans l’Iliade décrit l’armure (Égide) d’Athéna, Klimt s'en rapproche avec le plus grand soin, prenant en compte l'ensemble de ses attributs.
Sous le visage de la déesse, une Gorgone tire la langue. Athéna tient sa lance de la main gauche, en habile guerrière. Elle serre en sa main droite la statue de Niké (personnification de la victoire) que Klimt traite d'une manière non usuelle puisqu'il la représente nue, avec une chevelure rousse. Ce même personnage sera utilisé par l'artiste dans les deux versions de Nuda veritas en 1899.  
En s'inspirant d’un vase de l’époque archaïque, l'artiste peint dans le fond du tableau, le combat d’Héraclès contre Triton.

## Analyses de l’œuvre
Athéna mène un combat et Klimt identifie cette lutte à celle menée pour la liberté de la Sécession viennoise ; cette œuvre symbolise en quelque sorte l'émancipation de l'artiste par rapport à l’art académique officiel ; Athéna devient donc le génie tutélaire de la Sécession.
La toile est reprise pour composer l'affiche de la première exposition de la Sécession viennoise en 1898 qui se déroule dans le pavillon construit par Otto Wagner. L'emblème est aussi reproduit en 1900 sur la couverture de la revue Ver sacrum.